# Thomas Reid
Thomas Reid (1710-1796) là nhà triết học người Scotland. Ông là người sáng lập ra trường phái hiện thực lý thường tình Scotland và là một nhân tố quan trong Thời kỳ Khai sáng của Scotland.

## Sự nghiệp

### Tóm tắt chung
Thomas Reid nổi tiếng nhất với những nghiên cứu về tri thức luận. Ông phê phán nhiều nhà triết học tiền bối và đương thời ông gồm John Locke, George Berkeley và đặc biệt nhất là David Hume (người ta có bình luận rằng Reid là "người chỉ trích Hume mạnh mẽ nhất và sớm nhất"). Reid ủng hộ chủ nghĩa duy thực trực tiếp, nhưng lại phản bác mạnh mẽ cả John Locke, René Descartes và cả những người đi sau họ. Ngoài ra, Reid còn viết đọa đức học, mỹ học và nhiều chủ đề trong triết học tinh thần.

### Những nghiên cứu chinh

#### Lý thường tình và ngôn ngữ hàng ngày
Có thể nói Reid là người biện hộ trung thành của thuyết lý thường tình. Hay có thể nói rằng, lý thường tình trở thành trung tâm cho những dự phóng biện hộ của Reid. Về tên gọi, ông gọi nó là ý kiến của "thường dân"; về định nghĩa, ông nói rằng nó là nguyên lý mà chúng ta không thể không tin. Nhưng cần nhớ rằng không thể không tin và không ai không tin là hai chuyện khác nhau. Reid đã chỉ ra mâu thuẫn là con người thường có xung đột hiển nhiên với lý thường tình nhưng lại có những niềm tin kiểu như lý thường tình.
Reid có một thói quen, đó là: Giả định rằng những mệnh lệnh của lý thường tình không thể mâu thuẫn lẫn nhau. Bản tính của con người không thể dẫn dắt con người đến nghịch lý. Reid nhìn thấy được quan hệ giữa mệnh lệnh của lý thường tình và những đặc trưng, cấu trúc nằm dưới ngôn ngữ hàng ngày. Theo Reid, ngôn ngữ hàng ngày là tấm gương của tư tưởng bình thường. Tuy nhiên, nhà triết học Scotland lại không tin rằng mỗi đặc tính của ngôn ngữ hàng ngày lại có thể rút ra một nguyên lý quan trọng của lý thường tình. Thế nên, mới có chuyện ông đề xuất ý tưởng như sau: Những đặc tính thích đáng là những đặc tính có thể tìm thấy trong "cấu trúc của mọi ngôn ngữ" và những đặc tính ngôn ngữ học thích đáng là những đặc tính về cấu trúc cú pháp có trong các ngôn ngữ.
Sự trung thành của Reid đối với lý thường tình thường dễ bị châm biếm bất công. Ông không cho rằng ý kiến có thể diễn dịch từ đặc tính của ngôn ngữ hàng ngày là mệnh lệnh của lý thường tình. Nếu chúng ta đối mặt với một cái gì đó không thể không tin thì chúng ta phải trung thực với bản tính của chính mình. Reid có nói rằng:
| “ | Không nghi ngờ gì, một triết gia có quyền thẩm tra những khác biệt được tìm thấy trong cấu trúc của mọi ngôn ngữ. | ” |

Thế nhưng, trong lần đầu tiên trình bày, Reid lại mặc nhiên thừa nhận rằng những khác biệt tìm thấy trong cấu trúc của mọi ngôn ngữ không có cơ sở trong tự nhiên, "chắc chắn đây là cách xử lý vấn đề về lý thường tình quá kỹ càng".
Tuy vậy, Reid lại cho rằng, gánh nặng bằng chứng dứt khoát phải đặt trên vai những người phủ nhận một cái gì đò dựa trên một sự gợi ý từ cấu trúc cú pháp. 

#### Tri thức luận
Cống hiến quan trọng nhất của Reid đó là phê phán mô hình trí năng mà Locke đề xuất.
Suy nghĩ của Reid về vấn đề này như sau: Lịch sử triết học từ thời kỳ cổ đại cho đến thời đại của ông luôn được đánh dấu bằng một loạt những nỗ lực bất thành chỉ để trả lời một câu hỏi: Làm sao để tri giác một vật trong tinh thần có thể là tri giác một đối tượng ngoại tại nào đó một cách tự động?. Tất cả những nỗ lực bất thành này đã tạo ramootj sai lầm đó là: Đưa ra những khả năng không được giải thích và bản thân những khả năng này lại không thể nào giải thích tinh thần nội tại.
Theo suy nghĩ của nhà triết học Scotland, không ai thấm nhuần các bài giảng của Hume về thuyết nhân quả mà lại tránh được chủ nghĩa hoài nghi về thế giới ngoại tại, trong khi đó lại có thể suy ra bản chất từ những gì được lĩnh hội trực tiếp. Hình mẫu trí năng của Locke cho rằng ngoại tại là nguyên nhân của ý tưởng. Thế nhưng nếu thuyết nhân quả mà Hume đề xuất được công nhận là đúng, rõ ràng con người chúng ta chỉ có thể suy ra bản chất của nguyên nhân (không được quan sát chi tiết) của hậu quả (được quan sát cụ thể) khi chúng ta có những kinh nghiệm được lặp đi lặp lại nhiều lần về sự kết nối những nguyên nhân giống nhau và những hậu quả giống nhau. Vì vậy, chúng ta sẽ phải thất vọng vì chẳng rút ra được gì về các sự vật ngoại tại từ những ý tưởng chúng gây ra cho chúng ta: chúng ta chưa có kinh nghiệm của những nguyên nhân có liên quan mà chỉ có kinh nghiệm của những hậu quả có liên quan. Đi theo một dòng suy luận như thế, Reid đã đi đến kết luận, những ai theo ủng hộ Locke về trí năng cam kết sẽ đi thêm một trong hai con đường sau: hoặc ủng hộ chủ nghĩa hoài nghi hết mình, hoặc đi theo George Berkeley với chủ nghĩa duy tâm của nhà triết học người Ireland này.
Để có thể công kích Locke về vấn đề này, Reid phải xuất phát với hai "bàn chân" sau: chống lại chủ nghĩa hoài nghi và chủ nghĩa duy tâm. Tuy nhiên, Reid cũng tỏ ra rất thận trọng khi không lên tiếng phản đối hình mẫu chỉ vì lý do ông là người trung thành của lý thường tình, nếu ông phản đối hình mẫu này thì chẳng khác gì ông xúc phạm tầm lòng nhiệt thành dành cho vấn đề này. Lý thường tình là lý do lớn nhất và có lẽ là lý do duy nhất để Reid chần chừ trong việc đưa ra lời phê phán. Nhìn vào đoạn trích sau, phần nào ta thấy điều đó: 
| “                                                         | Do vậy, khi, trong ngôn ngữ thông thường, chúng ta nói có ý tưởng về một cái gì bất kỳ, chúng ta không muốn nói gì thêm qua sự diễn đạt đó, nhưng chúng ta nghĩ về nó. Người bình thường nhận rằng, sự diễn đạt này bao hàm một trí tuệ suy tư, một tác động của trí tuệ đó mà chúng ta gọi là tư duy, và một vật mà chúng ta nghĩ tới. Nhưng, ngoài ba điểm này ra, triết gia quan niệm rằng, có một cái thứ tư - biết, ý tưởng, nó là đối tượng ngay tức thì, ý tưởng đó ở trong bản thân trí tuệ, và nó không thể có hiện hữu nào khác ở trong trí tuệ suy tư; nhưng vật ở xa và gián tiếp có thể là cái gì đó ở bên ngoài, như mặt trời hay mặt trăng; nó có thể là cái gì của quá khứ hay tương lai; nó có thể là cái gì chưa bao giờ hiện hữu. Đây là ý nghĩa triết học của từ ý tưởng và chúng ta có thể quan sát thấy rằng, ý nghĩa của từ này được xây dựng trên quan niệm triết lý: vì, nếu các triết gia không rằng, có những vật trực tiếp của mọi tư tưởng chúng ta trong trí tuệ, họ sẽ không bao giờ dùng từ ý tưởng để thể hiện chúng'. | ” |
| — Reid, Khảo luận về những khả năng trí tuệ của con người | |   |

Có vẻ Reid đang cố xây dưng một cuộc đối thoại giữa người bình thường và nhà triết học. Đầu tiên, người bình thường bắt đầu cuộc trò chuyện sau khi nhìn vào một quả táo: "Khi tôi nghĩ đến trái táo trước mặt tôi, chẳng hạn, đối tượng ngay tức thì của tri giác tôi là trái táo thực". Nhà triết học đáp lại rằng: "Không, đối tượng ngay tức thì của tri giác ông là một đối tượng thuộc về trí năng, một ý tưởng về trái táo" Nhìn vào cuộc đối thoại này, ta cần chú ý vào lời đáp của nhà triết gia: rõ ràng Reid có ngụ ý phản bác sự tiên thiên. Công việc mà Reid đang làm ở đây đó là chuyển gánh nặng chứng cứ cho những ai đi theo lập trường của Locke. Sở dĩ ông làm như vậy một lần nữa cũng bởi lý thường tình; Reid cho rằng mô hình trí năng của Locke vi phạm lý thường tình. Đến nay, lý luận lý thường tình vẫn tỏ ra khả năng biện hộ hiệu quả của mình.

### Trước tác
- Nghiên cứu trí tuệ con người dựa trên những nguyên tắc của lý thường tình (1764)
- Khảo luận về những khả năng trí tuệ của con người (1785)
- Khảo luận về những năng lực tác động của con người (1788)